# Сельское поселение Теплогорское (Вологодская область)
Сельское поселение Теплогорское — упразднённое сельское поселение в составе Великоустюгского округа Вологодской области.  В рамках организации местного самоуправления Великоустюгский район преобразован в муниципальный округ, в связи с чем все сельские поселения округа упразднены и разделяются на территориальные отделы.
Административный центр — деревня Теплогорье.
Население по данным переписи 2010 года — 424 человека, оценка на 1 января 2012 года — 400 человек, оценка фактически проживающего населения на 2023 год — 295 человек.

## История
Теплогорский сельсовет образован в августе 1924 года в составе Усть-Алексеевского района. В 1929 году перешёл в подчинение Великоустюгского района, с 1936 года был передан обратно в Усть-Алексеевский район. В 1959 году при укрупнении районов вошёл в состав Великоустюгского района.
В первой половине 1960-х годов к Теплогорскому сельсовету были присоединены Орловский и Шасский сельсоветы. В 1966 году Орловский сельсовет был восстановлен.
В 1978 году в состав сельсовета входили 23 деревни с 1250 жителями.
1 января 2006 года в соответствии с Федеральным законом № 131 «Об общих принципах организации местного самоуправления в Российской Федерации» Теплогорский сельсовет преобразован в сельское поселение.

## Экономика
С 1931 года на территории Теплогорского сельсовета началась организация колхозов. В 1960 году они были объединены в колхоз «Россия». В 1970 году был образован колхоз «Теплогорье», позже он был преобразован в совхоз, а в 2005 году ликвидирован.
На территории сельского поселения работают два сельскохозяйственных общества, школа (открыта в 1994 году), детский сад, Дом культуры, клуб, две библиотеки, два фельдшерско-акушерских пункта, магазины.

## Достопримечательности
На территории сельского поселения расположен заповедник «Барановский бор». В Теплогорье находится Богородская церковь, построенная в 1730—1741 годах.

## Населённые пункты
В 1999 году был утверждён список населённых пунктов Вологодской области. Согласно этому списку в состав Теплогорского сельсовета входили 20 населённых пунктов.
В 2001 году были упразднены деревни Берсенево, Ивонино, Становица.
С 2020 года в состав поселения входят 17 деревень, из них 7 нежилых.
Фактическое население населённых пунктов Теплогорского территориального отдела на 2023 год можно узнать на сайте администрации Великоустюгского округа.
| Населённый пункт          | ОКАТО          | Рег. номер | Расстояние до районного центра, км | Расстояние до центра поселения, км | Индекс | Координаты                      |
| ------------------------- | -------------- | ---------- | ---------------------------------- | ---------------------------------- | ------ | ------------------------------- |
| деревня Бараново          | 19 214 868 002 | 1210       | 77                                 | 7                                  | 162376 | 60°29′14″ с. ш. 46°46′10″ в. д. |
| деревня Березовка         | 19 214 868 003 | 1212       | 71                                 | 1                                  | 162375 | 60°27′48″ с. ш. 46°41′35″ в. д. |
| деревня Варженская Заимка | 19 214 868 007 | 1213       | 68                                 | 8                                  | 162375 | 60°24′55″ с. ш. 46°38′09″ в. д. |
| деревня Васильево         | 19 214 868 005 | 1214       | 74                                 | 4                                  | 162375 | 60°27′20″ с. ш. 46°45′40″ в. д. |
| деревня Ватаманово        | 19 214 868 006 | 1215       | 75                                 | 5                                  | 162375 | 60°28′00″ с. ш. 46°37′23″ в. д. |
| деревня Вотчево           | 19 214 868 008 | 1216       | 77                                 | 7                                  | 162375 | 60°26′07″ с. ш. 46°46′34″ в. д. |
| деревня Деревенька        | 19 214 868 010 | 1217       | 65                                 | 5                                  | 162375 | 60°26′24″ с. ш. 46°36′31″ в. д. |
| деревня Дерново           | 19 214 868 009 | 1218       | 74                                 | 4                                  | 162375 | 60°27′59″ с. ш. 46°38′15″ в. д. |
| деревня Еремеево          | 19 214 868 011 | 1219       | 62                                 | 8                                  | 162375 | 60°26′53″ с. ш. 46°34′22″ в. д. |
| деревня Ершово            | 19 214 868 012 | 1220       | 78                                 | 8                                  | 162375 | 60°26′49″ с. ш. 46°48′30″ в. д. |
| деревня Конаново          | 19 214 868 014 | 1222       | 73                                 | 4                                  | 162375 | 60°27′28″ с. ш. 46°36′49″ в. д. |
| деревня Лукина Гора       | 19 214 868 015 | 1223       | 64                                 | 6                                  | 162375 | 60°26′59″ с. ш. 46°35′30″ в. д. |
| деревня Пестово           | 19 214 868 016 | 1224       | 78                                 | 8                                  | 162375 | 60°25′57″ с. ш. 46°48′47″ в. д. |
| деревня Подугорье         | 19 214 868 017 | 1225       | 72                                 | 2                                  | 162375 | 60°26′32″ с. ш. 46°41′44″ в. д. |
| деревня Саково            | 19 214 868 018 | 1226       | 72                                 | 2                                  | 162375 | 60°26′58″ с. ш. 46°42′26″ в. д. |
| деревня Слизовица         | 19 214 868 019 | 1227       | 76                                 | 6                                  | 162375 | 60°26′43″ с. ш. 46°46′54″ в. д. |
| деревня Теплогорье        | 19 214 868 001 | 1209       | 70                                 | —                                  | 162375 | 60°27′33″ с. ш. 46°40′58″ в. д. |